# Lysol
Lysol ist der Markenname eines Desinfektionsmittels, das heute von dem britischen Konzern Reckitt Benckiser vertrieben wird. Der Name wird sowohl für das ursprüngliche Reinigungskonzentrat benutzt als auch für Raumspray und Reinigungstücher.
Der Hauptbestandteil von Lysol-Reinigungs-/Desinfektionsemulsion ist Chlorxylenol, die anderen Lysol-Reinigungsmittel enthalten meistens Benzalkoniumchlorid. Als Reinigungsemulsion ist es hoch konzentriert und muss vor der Verwendung in warmem Wasser verdünnt werden. Lysol als Fünf-Prozent-Konzentrat wirkt bakterizid, oberhalb von fünf Prozent Konzentration insektizid. Bei einer Konzentration von lediglich zwei Prozent wird es allgemein für die Desinfektion von Räumen, Möbeln, Kleidung, Spielzeug und Toiletten sowie in der Veterinärmedizin eingesetzt. Hohe Belastungen des Abwassers durch Lysol werden vor allem durch die Verwendung des Mittels in Krankenhäusern und Wäschereien verursacht. Bis heute ist dieses Mittel weltweit als Haushaltsreiniger verbreitet.

## Geschichte

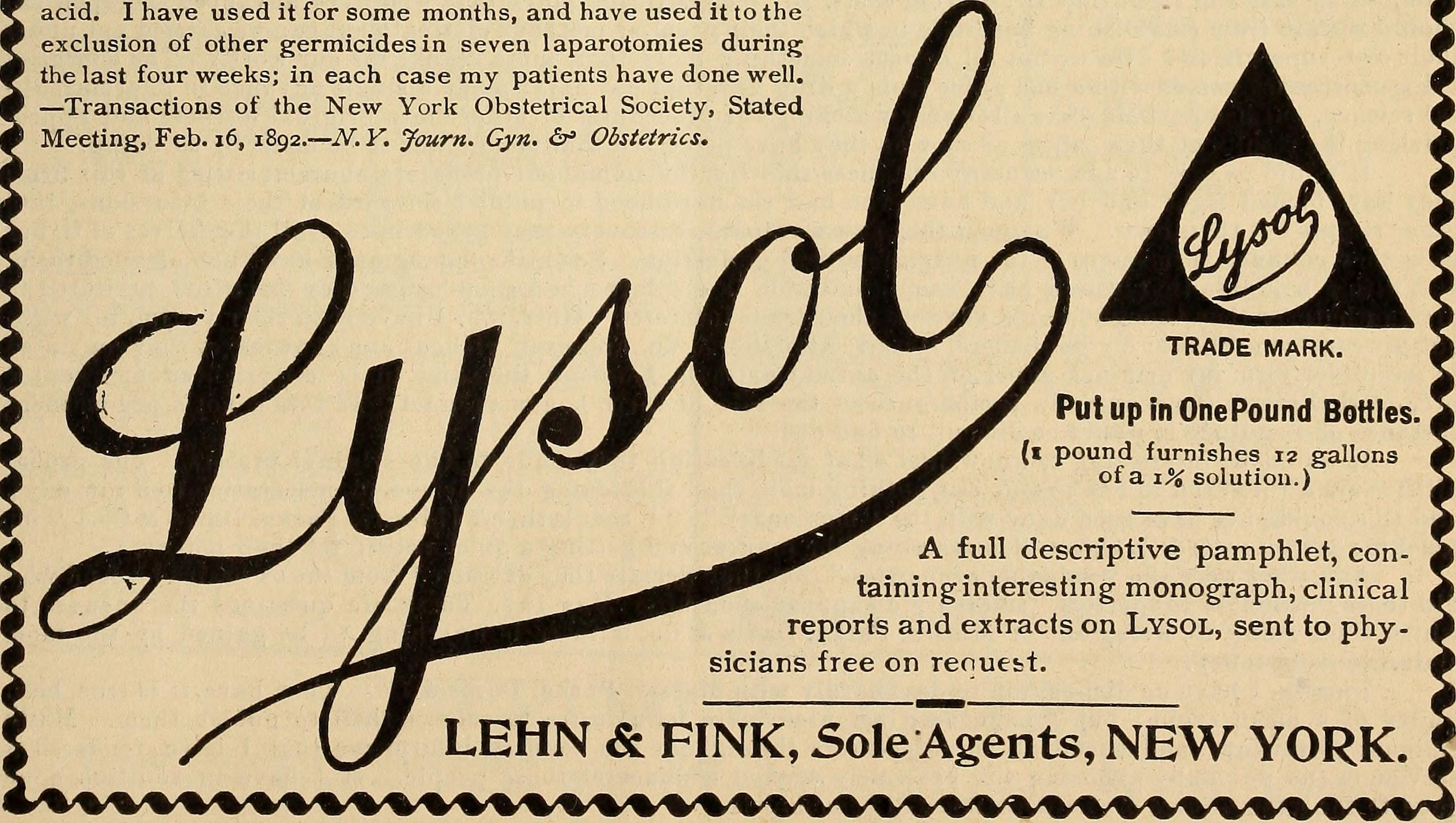
Historische Werbung für Lysol

Lysol wurde 1889 von Gustav Raupenstrauch entwickelt, der damals als Abteilungsleiter bei der chemischen Versuchsstation und der Lebensmitteluntersuchungsanstalt in Wiesbaden arbeitete. Er verwendete dafür rohe Karbolsäure, ein Gemisch aus Phenol und isomeren Methylphenolen, die aus Steinkohlen- und Buchenholzteer gewonnen werden. In Verbindung mit Kali-Schmierseife konnte er das wasserlösliche Mittel herstellen, das noch im selben Jahr patentiert wurde. 1890 wechselte er zu der neu gegründeten Firma Schülke & Mayr in Hamburg, die sich auf die Produktion von Lysol konzentrierte. Auch wurde es als Antiseptikum eingeführt und zur Prophylaxe bei Infektionskrankheiten. Wichtige Anwendungen waren von Beginn an in der Chirurgie und in der Geburtshilfe. Mit dem zehn Jahre später entwickelten Sagrotan gab es einen Markenstreit, bei dem sich Schülke und Mayr vor Gericht durchsetzen konnten.
Wenig später erwarb das US-amerikanische Unternehmen Lehn & Fink Inc. aus New York eine Produktionslizenz und produzierte ab 1912 selbst für den US-amerikanischen Markt. Unter der Bezeichnung „Lysol“ vermarktete die Firma ab den späten 1920er Jahren ein Produkt zur Frauenhygiene. Das Mittel wurde mittels Vaginalspülung auch zur Empfängnisverhütung verwendet. Die US-amerikanische Werbung attestierte hohe Sicherheit und Wirksamkeit durch Referenzen europäischer Ärzte, obwohl bis 1911 193 Vergiftungen sowie fünf Todesfälle verzeichnet wurden.
In Europa wurde Lysol als erstes erfolgreich gegen die Choleraepidemie von 1892 und dann gegen die sogenannte „Spanische Grippe“, die von 1918 bis 1920 in weiten Teilen Europas wütete, eingesetzt.
1967 wurde Lehn & Fink von Sterling Drug aufgekauft. Sterling Drug, die inzwischen in Sterling Winthrop umfirmiert hatten, wurden 1994 von Reckitt Benckiser übernommen. Die als Handelsmarke eingeführten Produkte behielten über all die Jahre ihren Namen.